# Eduardo Mendes
Eduardo José Gomes Cameselle Mendes (Barcelos, 18 de Janeiro de 1962 – Monção, 3 de setembro de 2020), conhecido como Dito,  foi um treinador e futebolista português. Como jogador, passou por Braga, Benfica, Porto, Vit. Setúbal, Espinho, Gil Vicente e Ovarense. Com o clube de Lisboa, foi campeão da primeira divisão e da Taça de Portugal em 1987. Foi internacional dezessete vezes, tendo apontado um golo. A sua última função era de director de futebol do Gil Vicente.
Como treinador, comandou as equipas de Esposende, Salgueiros, Felgueiras, Chaves, Portimonense Sporting Clube, Ribeirão e Moreirense, Juniores do Sp. Braga, sendo actualmente o técnico de juniores do Varzim.
O ponto alto da sua ainda curta carreira de treinador ocorreu na época de 2010-11 quando levou a Selecção AF Braga a sagrar Campeã Europeia das Regiões.
Morreu no dia 3 de setembro de 2020 em Monção, aos 58 anos.